# Болховский, Иван Дмитриевич
Князь Иван Дмитриевич Болховский (ум. не ранее 1609) — воевода во времена правления Ивана IV Васильевича Грозного, Фёдора Ивановича, Бориса Годунова и Василия Шуйского. Рюрикович в XXII колене, из княжеского рода Болховские.
Старший сын воеводы, князя Дмитрия Ивановича Болховского. Имел братьев: князей Петра и Семёна Дмитриевичей.

## Биография
Провожал ногайских послов (1581). Второй воевода в Царицыне (1591). Воевода в Новосиле (1600). Объезжий голова в Москве для охраны от огня от Неглинной до Покровской улицы (1601). Воевода в Шацке (1602). Воевода, велено быть в земляном и деревянном городах, в Воронцовских воротах для бережения от прихода воровских и литовских людей (09 июля 1608). Воевода во Владимире на Клязьме (1609). Воевода, получает царскую похвальную грамоту за его верную службу, поражения изменников, освобождения от них Владимира и Мурома, с приказанием идти с ратными людьми для освобождения от осады Троице-Сергиева монастыря  (27 мая 1609).
Имел сыновей, князей Василия и Михаила Семёновичей.

## Критика
Сыновья князя Ивана Дмитриевича Болховского — Василий и Михаил указаны только в «Русской родословной книге» П. В. Долгорукова. Князь Василий Семёнович нигде не упомянут, за исключением сведения о присутствии на свадьбе В. И. Шуйского — какого то князя Василия Семёновича Б (сохранилась только заглавная буква), а его ли именно, неизвестно.
Упоминание о князе Михаиле Семёновиче имеется только у П. В. Долгорукова, да ему же он приписывает ещё двух родных братьев — Фёдора и Никиту Семёновичей, которые по соображениям генеалога Г. А. Власьева, были детьми князя Семёна Никитича.